# Octopus zonatus
Octopus zonatus är en bläckfiskart som beskrevs av Voss 1968. Octopus zonatus ingår i släktet Octopus och familjen Octopodidae. Inga underarter finns listade i Catalogue of Life.